# 4-й танковий корпус (Третій Рейх)
4-й та́нковий ко́рпус (нім. IV. Panzerkorps) — танковий корпус Вермахту в роки Другої світової війни.

## Історія
IV-й танковий корпус був сформований 10 жовтня 1944 шляхом переформування розгромленого радянськими військами IV-го армійського корпусу. 27 листопада 1944 переформований на танковий корпус «Фельдхернхалле».

## Райони бойових дій
- Угорщина (жовтень — листопад 1944).

## Командування

### Командири
- генерал танкових військ Ульріх Кліман (нім. Ulrich Kleeman) (10 жовтня — 27 листопада 1944).

## Бойовий склад 4-го танкового корпусу
Формування управління, забезпечення та підтримки
- 404-те артилерійське командування (Arko 404);
- 404-й корпусний батальйон зв'язку (Korps-Nachrichten-Abteilung 404);
- 404-те управління корпусного постачання (Korps-Nachschubtruppen 404);

- Штурмова дивізія «Родос» (Sturmdivision "Rhodos").

- 46-та піхотна дивізія (46. Infanterie-Division);
- 4-та поліційна гренадерська дивізія СС (4. SS-Polizei-Panzergrenadier-Division).

- 1-ша танкова дивізія (1. Panzer-Division);
- 76-та піхотна дивізія (76. Infanterie-Division);
- 2-га танкова дивізія (Угорщина) (2. ungarische Panzer-Division).